# Il passaggio (Leonardo Gori)
Il passaggio è un romanzo scritto da Leonardo Gori, edito nel 2002 da Hobby & Work.
Il romanzo, è il secondo della serie del capitano Bruno Arcieri, anche se per ambientazione è quinto.

## Trama
Firenze, 1944. L'Arno, con i suoi ponti distrutti, è un confine invalicabile. La città è tagliata in due, la popolazione vive in preda alla fame, sotto la minaccia costante dei cecchini fascisti. E ai caduti per cause belliche si aggiungono morti di tutt'altro genere, vittime di omicidi misteriosamente connessi tra loro. Un gruppo eterogeneo, nonostante tutto, attraversa quel confine tra due mondi. Utilizza il Corridoio vasariano, l'unico passaggio risparmiato dalla furia dei nazisti. Al comando c'è il capitano Bruno Arcieri, del Regio Esercito filo-alleato. Con lui passano le linee anche Bianca Marciani, dottoressa della Sovrintendenza alle Belle Arti, e Daniel Dunn, giornalista americano di Esquire. Chi o che cosa cercano? In realtà la loro missione ne contiene altre, personali e inconfessabili.